# Burg, Dithmarschen
Burg là một đô thị thuộc huyện Dithmarschen, trong bang Schleswig-Holstein, nước Đức. Đô thị Burg, Dithmarschen có diện tích 11,23 km², dân số thời điểm 31 tháng 12 năm 2006 là 4294 người.